# Zastava Gvatemale
Zastava Gvatemale je podijeljena na tri okomita dijela nebesko plave i bijele boje. Bijela pruga između dvije plave odražava činjenicu da se Gvatemala nalazi između dva oceana, Tihog i Atlantskog. Bijela je također simbol čistoće.
Zastava potječe od zastave Ujedinjenih provincija Centralne Amerike, koja se sastojala od vodoravnih pruga plave boje.
U centru zastave se nalazi grb Gvatemale, na kojem se nalazi prelijepa nacionalna ptica dugorepi kvecal, kao simbol slobode. Osim toga, na grbu je i pergament s datumom 15. rujna 1821., kada je ova zemlja dobila nezavisnost od Španjolske. Prekrižene puške su simbol spremnosti Gvatemale da se brani silom ako je to potrebno, kruna je simbol pobjede a prekriženi mačevi simbol časti.
Ova se zastava koristi od 1871.

## Vanjske poveznice
- Flags of the World